# 可跳傘攜板背心
可跳傘攜板背心（Jumpable Plate Carrier，簡稱：JPC）是美國戰術裝備生產商Crye Precision研發的一種攜板背心。于2010年首次在SHOT Show上展出，在2011年投产。

## 特點
JPC是一種採用Molle系統附件安裝平台的攜板背心，它是以緊湊和輕巧作為前題下設計，以最大可能地維持穿著者的最高機動力。其前方的可拆式附件可放置3個STANAG彈匣。為了盡可能地減低重量，JPC的腹帶部份為骨架式設計，故用戶無法在不添加側板附件的狀態下直接安裝側面防彈板。該攜板背心有4種不同尺寸的版本，以符合不同用戶的體格和各種大小的防彈板。在不添加防彈板的狀態下小碼重1.2磅（0.54）、中碼重1.3磅（0.59）、大碼重1.4磅（0.64）、加大碼重1.5磅（0.68）。目前克萊公司提供黑色、卡其色、游騎兵綠和多地形迷彩等多種塗裝的版本。
JPC 2.0是JPC進一步模組化版本，配備魔術貼前翻蓋和拉鍊後面板。于2015年在SHOT Show上展出。
JPC系列目前獲多國特種作戰部隊和特種警察單位廣泛地使用。

## 使用者

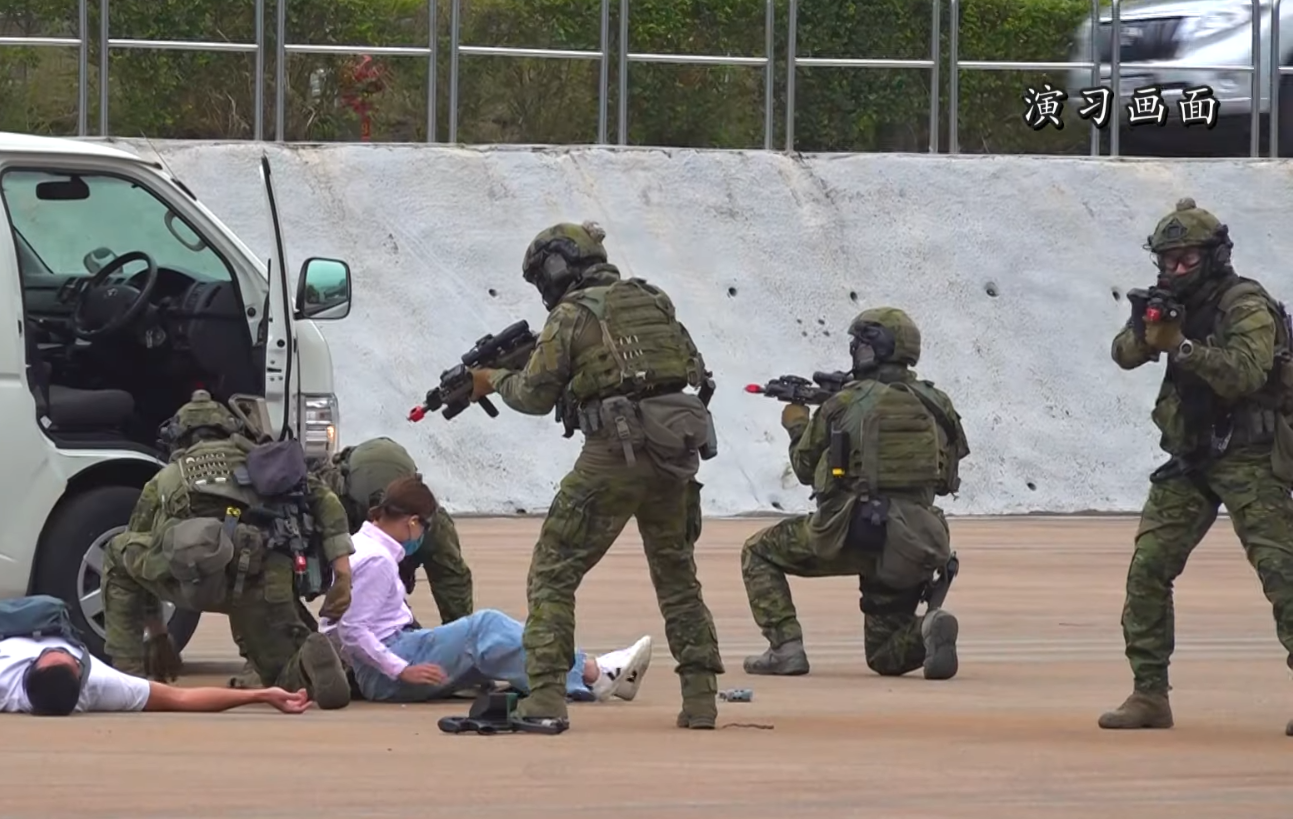
穿著Multicam Tropic塗裝JPC 2.0 Swimmer Cut的香港警務處特別任務連隊員

- 阿富汗
  - 阿富汗國民軍特種部隊
- - 澳洲國防軍
    - 特種作戰司令部
- 奥地利
  - 奧地利聯邦軍
    - 獵人突擊隊
- - 阿塞拜疆內務部（英语：Ministry of Internal Affairs (Azerbaijan)）
- 比利时
  - 比利時國防軍
    - 特種部隊群
- 巴西
  - 巴西軍隊
    - 特種部隊單位
- 加拿大
  - 加拿大軍隊
    - 加拿大特種作戰部隊司令部
- 中华人民共和国：使用仿制版本。
  - 中國人民解放軍特種部隊
  - 公安特警單位
- 賽普勒斯
  - 特種部隊單位
- 捷克
  - 捷克陸軍（英语：Czech Army）第601特種部隊群（英语：601st Special Forces Group）
- 丹麦
  - 丹麥國防軍
    - 獵人軍團（英语：Hunter Corps）
    - 蛙人軍團（英语：Frogman Corps (Denmark)）
- 芬兰
  - 芬蘭國防軍
    - 芬蘭海軍特種作戰分隊

  - 芬蘭邊防衛隊（英语：Finnish Border Guard）
- 法國
  - 法國軍隊特種作戰司令部（英语：Special Operations Command (France)）
- 德国
  - 德國聯邦國防軍
    - 德國陸軍特種部隊司令部
- 香港
  - 香港警務處
    - 特別任務連

  - 香港懲教署
    - 區域應變隊
- 匈牙利
  - 匈牙利國防軍特種部隊
- 伊拉克
  - 伊拉克特種作戰部隊
- 日本
  - 陸上自衛隊特殊作戰群
  - 海上自衛隊特別警備隊
- - 哈薩克共和國國家安全委員會
- - 大韓民國陸軍
    - 大韓民國陸軍特戰司令部
    - 韓國軍事警察特別任務隊

  - 大韓民國海軍
    - 大韓民國海軍特戰戰團

  - 大韓民國警察廳
    - 警察特攻隊

  - 大韓民國海洋警察廳
    - 海洋警察特攻隊
- 荷蘭
  - 荷蘭皇家陸軍突擊隊軍團（英语：Korps Commandotroepen）
- 挪威
  - 挪威國防軍
    - 挪威特种作战突击队
- 新西兰
  - 紐西蘭陸軍
    - 紐西蘭特種空勤團
- 波蘭：包括仿製版本。
  - 波蘭軍隊
    - 特種軍司令部（英语：Polish Special Forces）
    - 波蘭憲兵（英语：Military Gendarmerie (Poland)）
- 中華民國：包括仿製版本。
  - 中華民國憲兵
    - 憲兵特勤隊

  - 警政署
    - 維安特勤隊

  - 刑事局
    - 除暴特勤隊
- 俄羅斯：包括仿製版本。
  - 俄羅斯聯邦安全局
  - 俄羅斯聯邦武裝力量特種作戰部隊
- 沙烏地阿拉伯
  - 沙特阿拉伯海軍特種部隊
- 新加坡
  - 新加坡武裝部隊
    - 特別行動特遣部隊（英语：Special Operations Task Force）
- 西班牙
  - 西班牙軍隊特種部隊
- 瑞典
  - 瑞典國防軍
    - 特別行動任務組

  - 瑞典警察（英语：Swedish Police Authority）
    - 國家特遣隊（英语：National Task Force）
- 瑞士
  - 瑞士軍隊
    - 憲兵特別分隊
- 泰國
  - 泰國皇家軍隊特種部隊
  - 泰國皇家警察
- 乌克兰
  - 烏克蘭特種作戰部隊
- 英国
  - 英國軍隊
    - 英國特種部隊
    - 英國陸軍游騎兵團
- 美国
  - 美國軍隊
    - 美國海軍陸戰隊
    - 美國特種作戰司令部

  - 聯邦調查局
    - 特種武器和戰術部隊
    - 人質拯救隊

  - 美國邊境巡邏隊
    - 邊境巡邏隊戰術單位

  - 美國特勤局
  - 中央情報局
  - 其他聯邦執法機關
  - 大量地方層級執法機關

## 登場作品

### 電子遊戲
- 2015年—《虹彩六號：圍攻行動》：由海豹部隊幹員所使用。
- 2018年—《地面分隊》（Ground Branch）：可由玩家角色所使用。
- 2019年—《決勝時刻：現代戰爭》：由英國特種空勤團（查理）、“Warcom”（羅寧）及“奇米拉”（伊戈）的幹員和維克多·扎卡伏所使用。
- 2022年—《決勝時刻：現代戰爭II》：由141特遣隊員“索普”所使用。